# Web of Science
Web of Science （ WoS ；以前称为Web of Knowledge ）是一个付费访问平台，通常通过互联网提供對多个数据库的访问，这些数据库提供来自学术期刊、会议记录和其他各种学科文献的参考和引文数据。它最初是由科学信息研究所制作的直到1997年 ，目前由科睿唯安（Clarivate）所有。 